# 月村歡迎你
《月村歡迎你》（英語：Back To Home，原劇名：有你的遠方）是2019年三立電視華人電視劇週日十點檔系列的第四十六部作品，謝坤達、林思宇、吳念軒、李佳豫等人主演，怡佳娛樂經紀製作，獲得中華民國文化部106年度電視節目製作補助案第二梯次連續劇類補助新臺幣1,500萬元。2019年1月20日開拍，3月4日開鏡，4月12日卡司發佈會，臺灣電視台於5月5日起晚間十點首播，三立都會台則於5月11日起晚間十點播出，7月11日殺青，9月1日播出最終回。劇末播出幕後花絮《村民活動中心》播放漏網鏡頭，戲末後會在Vidol影音頻道上傳播出，接檔《你有念大學嗎？》。

## 劇情大綱
從一個名為「月村」的美麗家鄉，探討台灣古蹟文史與家庭意義的價值，同時深究台灣傳統鹽田文化的精神，從家鄉到鹽田，家的溫度與傳承是全劇的主要核心，更透過故事中青年北漂返鄉的實踐，刻畫出這片土地上動人又美好的故事。
購物台銷售女王南月禮（林思宇飾），從家鄉月村來到城市闖蕩，目標是成為在愛情、婚姻和事業三方面都兼顧的新時代女王。
然而村長阿公驟逝，讓她踏上返鄉之路，重新遇見了青梅竹馬－畢國建（謝坤達飾）。在高級日本料理店擔任助手的畢國建也收到阿公過世的消息，回到離開已久的家鄉－月村。
村長阿公的遺囑中，要將每分田平均劃成等份分給村民們，其中最大比例則是分給阿建和小禮，目的是要村民一起復興月村的鹽田傳統，只不過所有人一聽到，都開始蠢蠢欲動的想要賣田折現…
而律師此時又宣佈了但書，村長阿公特別規定，唯有阿建跟小禮結婚並且留在月村一年，這份遺囑才成立，並在兩人結婚一年後鹽田的產權才能完全轉移繼承。
聽到這裡，阿建跟小禮兩個人立即被包圍了起來。從小村長阿公就聲稱小禮和阿建還未出生時就被指腹為婚，但這年代誰還相信這種說法，只不過，沒人想到村長阿公為了實現小禮成為自家媳婦的夢想會如此下狠手。小禮與阿建對這份遺囑更是傻眼，他們會為實現阿公看似不太可能的夢想，放棄原來的生活，回到家鄉月村嗎？

## 播出時間
| 頻道/影音   | 所在地                      | 播出日期       | 播出時間               |
| ----------- | --------------------------- | -------------- | ---------------------- |
| 臺灣電視台  | 臺灣                        | 2019年5月5日   | 每週日 22:00－23:30    |
| 佳樂台      | 新加坡                      | 2019年10月28日 | 星期一至四 22:00-23:00 |
| viki        | 歐洲 · 美洲 · 印度 · 新西兰 | 未知上架日期   |                        |
| 新传媒8频道 | 新加坡                      | 2020年8月19日  | 星期一至五 23:00-00:00 |

## 電視節目的變遷
| 臺灣電視台 每週日22:00－23:30                  | 臺灣電視台 每週日22:00－23:30                  | 臺灣電視台 每週日22:00－23:30 |
| ---------------------------------------------- | ---------------------------------------------- | ----------------------------- |
|                                                | 月村歡迎你 （2019年5月5日－2019年9月1日）      |                               |
| 你有念大學嗎？ （2019年1月6日－2019年4月28日） | 網紅的瘋狂世界 （2019年9月8日－2020年1月19日） |                               |

| 佳樂台 「10點黃金劇」                | 佳樂台 「10點黃金劇」                            | 佳樂台 「10點黃金劇」 |
| ------------------------------------ | ------------------------------------------------ | --------------------- |
|                                      | 月村歡迎你 (2019年10月28日－2019年12月17日)      |                       |
| 白髮 (2019年7月12日－2019年10月24日) | 我们不能是朋友 （2019年12月18日－2020年1月14日） |                       |

| 新传媒8频道 星期一至五 23:00 - 00:00     | 新传媒8频道 星期一至五 23:00 - 00:00           | 新传媒8频道 星期一至五 23:00 - 00:00 |
| ---------------------------------------- | ---------------------------------------------- | ------------------------------------ |
|                                          | 月村欢迎你 PG （2020年8月19日－2020年9月29日） |                                      |
| 锦衣之下 （2020年6月2日－2020年8月18日） | 同盟 （2020年9月30日－2020年11月6日）          |                                      |

## 演員列表

### 主要演員
| 演員   | 角色     | 介紹 |
| 謝坤達 | 畢國建   | 阿建 30歲，從小在月村長大，喜歡南月禮，小時候曾經喜歡夏鷗。因為爸爸過世、九歲時與媽媽一同改嫁到加拿大。兩年前逃回台灣後，因為阿公的遺願，回到月村與南月禮結為一年的契約夫婦，並且復興鹽田。原本跟小禮告白但被拒絕，但還是一直陪在小禮身邊。發現迪哥手上的傷，想起迪哥當年也在小禮出事現場，所以懷疑小禮是被迪哥所害。想曬出像阿公一樣有甜味的鹽，後來發現第一批鹽沒有阿公所曬出來的味道，所以想再把鹽倒回鹽田化為滷水重曬。因為知道子玫的心意，但心裡只有小禮，和子玫說明只能是兄妹關係，不知子玫沒有死心，反而找來媽媽，不想和媽媽回加拿大。想起阿公在暑假期間也有曬鹽，終於曬出有甜味的鹽(研判應該與滷水中含有杜莎藻有關)，但倉庫卻突然失火，洗鹽工具與曬好的鹽付之一炬。卻因為沒有跟小禮說兩年前被安排和子玫結婚的事，導致小禮的自卑感作祟而搬回愛之屋。得知小禮被迪哥綁架，為了救小禮而被打傷頭，以康奶奶為由來勸導迪哥，順利從迪哥手上救出小禮。認為媽媽一直以來都在利用自己，為了小禮不惜與媽媽斷絕關係。陪伴自殺獲救的媽媽回加拿大的療養院，趕在阿公遺囑一年截止日前回到月村，與小禮一同守護兩人的幸福。最後與午叔、小海、青哲成功曬出阿公的鹽，並取名為『南國雪』，結局和妻子小禮與小海、夏鷗一同拍攝「結婚來月村」打卡活動的照片。                                                       |
| 阮柏皓 | 幼年阿建 | 阿建 30歲，從小在月村長大，喜歡南月禮，小時候曾經喜歡夏鷗。因為爸爸過世、九歲時與媽媽一同改嫁到加拿大。兩年前逃回台灣後，因為阿公的遺願，回到月村與南月禮結為一年的契約夫婦，並且復興鹽田。原本跟小禮告白但被拒絕，但還是一直陪在小禮身邊。發現迪哥手上的傷，想起迪哥當年也在小禮出事現場，所以懷疑小禮是被迪哥所害。想曬出像阿公一樣有甜味的鹽，後來發現第一批鹽沒有阿公所曬出來的味道，所以想再把鹽倒回鹽田化為滷水重曬。因為知道子玫的心意，但心裡只有小禮，和子玫說明只能是兄妹關係，不知子玫沒有死心，反而找來媽媽，不想和媽媽回加拿大。想起阿公在暑假期間也有曬鹽，終於曬出有甜味的鹽(研判應該與滷水中含有杜莎藻有關)，但倉庫卻突然失火，洗鹽工具與曬好的鹽付之一炬。卻因為沒有跟小禮說兩年前被安排和子玫結婚的事，導致小禮的自卑感作祟而搬回愛之屋。得知小禮被迪哥綁架，為了救小禮而被打傷頭，以康奶奶為由來勸導迪哥，順利從迪哥手上救出小禮。認為媽媽一直以來都在利用自己，為了小禮不惜與媽媽斷絕關係。陪伴自殺獲救的媽媽回加拿大的療養院，趕在阿公遺囑一年截止日前回到月村，與小禮一同守護兩人的幸福。最後與午叔、小海、青哲成功曬出阿公的鹽，並取名為『南國雪』，結局和妻子小禮與小海、夏鷗一同拍攝「結婚來月村」打卡活動的照片。                                                       |
| 林思宇 | 南月禮   | 小禮、Vivian 28歲，從小在月村長大，喜歡畢國建。一心想要離開月村，成為北漂青年，有著購物台銷售女王-Vivian的稱號，每個月卻背卡債買名牌。在直播現場被Allen的外遇對象當眾羞辱，加上銷售假鹽事件而身敗名裂。因為村長阿公的遺願最後決定與阿建結婚成為契約夫婦，回到月村復興鹽田。其實從小就喜歡阿建，後被阿建告白，但打算在一年婚期結束後回台北重新發展所以拒絕了他。小時候被迪哥推下海堤而重傷被阿建救起，在一次遇見迪哥牽康奶奶的手後，想起小時候受傷的事突然昏倒，後對這件事有陰影。不希望阿建把鹽再倒回滷水中，所以想找通路把鹽賣出去，因此事與阿建大吵一架，後阿建說明其用意，兩人一起上台北找阿春師賣鹽，才漸漸和好。發現子玫對阿建的心意，極力保護與阿建的一切，不想阿建回加拿大，從阿建媽媽口中得知阿建兩年前被安排跟子玫結婚的事，自卑感作祟與阿建大吵一架後搬回愛之屋。因為感冒發燒而到夏鷗診所看診，撞見夏鷗倒地昏迷而被迪哥綁架，趁迪哥離開時與阿建聯絡，趕來拯救自己的阿建卻被迪哥打傷，後被迪哥挾持到海堤，最後被阿建與警方救出。已與阿建合好，但為了追得上阿建，拒絕跟阿建回家，希望用謝鹽祭的成功來證明。與從加拿大回來的阿建一同守護兩人的幸福，最後兩人與小海、夏鷗一同拍攝「結婚來月村」打卡活動的照片。                                                                             |
| 宋亭頤 | 幼年小禮 | 小禮、Vivian 28歲，從小在月村長大，喜歡畢國建。一心想要離開月村，成為北漂青年，有著購物台銷售女王-Vivian的稱號，每個月卻背卡債買名牌。在直播現場被Allen的外遇對象當眾羞辱，加上銷售假鹽事件而身敗名裂。因為村長阿公的遺願最後決定與阿建結婚成為契約夫婦，回到月村復興鹽田。其實從小就喜歡阿建，後被阿建告白，但打算在一年婚期結束後回台北重新發展所以拒絕了他。小時候被迪哥推下海堤而重傷被阿建救起，在一次遇見迪哥牽康奶奶的手後，想起小時候受傷的事突然昏倒，後對這件事有陰影。不希望阿建把鹽再倒回滷水中，所以想找通路把鹽賣出去，因此事與阿建大吵一架，後阿建說明其用意，兩人一起上台北找阿春師賣鹽，才漸漸和好。發現子玫對阿建的心意，極力保護與阿建的一切，不想阿建回加拿大，從阿建媽媽口中得知阿建兩年前被安排跟子玫結婚的事，自卑感作祟與阿建大吵一架後搬回愛之屋。因為感冒發燒而到夏鷗診所看診，撞見夏鷗倒地昏迷而被迪哥綁架，趁迪哥離開時與阿建聯絡，趕來拯救自己的阿建卻被迪哥打傷，後被迪哥挾持到海堤，最後被阿建與警方救出。已與阿建合好，但為了追得上阿建，拒絕跟阿建回家，希望用謝鹽祭的成功來證明。與從加拿大回來的阿建一同守護兩人的幸福，最後兩人與小海、夏鷗一同拍攝「結婚來月村」打卡活動的照片。                                                                             |
| 吳念軒 | 馬威海   | 小海 28歲，熱血土台客，愛之屋的執行長。喜歡夏鷗，原本喜歡小禮。喜歡小禮20年，原本以為小禮是他一輩子的伴侶，向小禮告白被拒絕，但還是很幫小禮的忙，已經把小禮當成最好的家人。自從夏鷗給了自己心藥（巧克力）後，就開始對夏鷗有好感，原本以為只是被小禮拒絕而誤會喜歡夏鷗，後來發現原來夏鷗是這輩子他唯一想要的女伴，喜歡上夏鷗並開始展開追求，希望夏鷗得到幸福，不要再活在過去，但是，一次次的被夏鷗拒絕，原本以為只是失戀，可以像被小禮拒絕一樣，慢慢忘掉她，沒想到自己卻越陷越深，更想和夏鷗在一起，不管發生什麼事，都不放棄追求夏鷗，因為只要她在身邊，他就會想辦法讓她得到幸福。為了證明自己有能力給夏鷗幸福而到物流公司上班，因為這樣手才會長水泡；在醫院送貨時遇見夏媽媽，與夏媽媽訴說對夏鷗的心意，以為夏媽媽不同意追求夏鷗，目送夏媽媽回家，不料，夏媽媽卻昏倒了，後送夏媽媽去醫院，得知夏媽媽罹癌，想陪在夏鷗身邊，卻被夏鷗打臉用重話打退。從夏媽媽口中得知夏鷗把自己的心封閉的真相，為了撿幫夏鷗拍的照片，而差點被車撞。希望夏鷗走出傷痛，幫助夏鷗並且逼她面對現實，已打開夏鷗封閉的心，得到夏媽媽的同意和夏鷗交往。在小馬妹、夏志和阿冏的幫忙下向夏鷗求婚成功，最後成為夏鷗的丈夫，並且與阿建一起曬鹽、恢復月村的繁華，最後和妻子夏鷗，與小禮、阿建一同拍攝「結婚來月村」打卡活動的照片。 |
| 李佳豫 | 夏鷗     | 30歲，有專業也有顏值，月村最正的冷酷女醫師，喜歡馬威海。原先在台北大醫院當醫師，也是一位北漂青年，卻在兩年前回到月村開診所，因為三年前愛上自己的病人，原以為在他康復後兩人可以幸福在一起，卻在最後一次手術時被叫進手術房，因為發生麻醉失誤，而目睹愛人在自己面前離去，也因此心裡有了心結，臉上失去笑容，但自從小海出現後，笑容變多了。漸漸對小海心動，但認為自己無法帶給別人幸福，所以一次次的拒絕小海，希望小海可以得到幸福，不想耽誤小海、要小海別把時間浪費在自己身上，所以每次都把話說的很重。得知媽媽罹癌，堅強忍住淚水，但心裡卻是比任何人來的傷心，察覺迪哥賣的保健食品裡有問題，懷疑媽媽是因為這樣才罹癌，而村長阿公也是吃了才加速死亡時間，因為保健食品含有致癌物的消息爆發，迪哥找上理論，兩人起口角，被迪哥失手推倒撞傷頭部而短暫昏迷。被小海講到傷心處，慢慢面對現實，接受小海，很怕媽媽離開，在角落擦淚，被馬威海撞見，因為小海的話而敞開自己的心房，接受小海和他交往，後答應小海的求婚，成為小海的妻子，最後和丈夫小海，與小禮、阿建一同拍攝「結婚來月村」打卡活動的照片。 |
| 楊貴媚 | 周慧敏   | 敏姨 50歲，愛之屋民宿、遊樂場老闆，月村新任村長。與夏守富、馬四姐一起在月村長大，不希望南月禮步上自己的路，不准小禮跟阿建的離婚。年輕時因為小禮爸爸外遇而離婚，認為自己沒有了一切想自殺，後因村長的勸阻才放棄，也因為村長生前的照顧，所以想選月村村長，幫助完成村長的心願，讓月村再次恢復繁華，後當選村長，邀請夏守富當副村長。被郭富城告白，但拒絕了他，後被馬四姐的話點醒，而接受郭富城，為了保護小禮的幸福，找上阿建媽媽理論。30年前發現鹽倉遭竊，報警造成午叔被抓、迪哥的父親-阿興離開月村（實際為阿興愛賭欠錢又找不到工作而離開），對康奶奶感到抱歉。通過郭學福的認證簽下與郭富城的婚前協議書，最後答應郭富城的求婚，成為郭富城妻子。 |
| 劉沛緹 | 馬四姐   | 馬阿姨 50歲，人老心不老，馬家豆花店老闆娘。渴求愛情不遺餘力，小海哥的愛情觀藍本，離婚四次越挫越勇！月村時尚指標！嫉妒郭富城向周慧敏告白。認為周慧敏什麼都要跟自己搶，與周慧敏吵架，被兒女開導後主動與周慧敏道歉、求和。主動幫忙撮合郭富城與周慧敏，希望阿敏能把握追求幸福。 |
| 陳慕義 | 夏守富   | 夏叔 65歲，月村副村長。人稱月村守財奴，不希望夏鷗一直活在過去，幫夏鷗找相親對象，但被夏鷗拒絕相親。和周慧敏競選月村村長失利，不過被周慧敏邀請當副村長。一直想勸阿建不要曬鹽，把鹽田租給別人當魚塭。得知鳳音得到癌症末期，感到驚慌失措，很怕鳳音離開，不知道該怎麼辦。在鳳音生病後終於了解，在村長遺言中的把握幸福。聽從鳳音意見並完成鳳音的遺願，將夏鷗的幸福交給小海。 |

### 其他演員
| 演員   | 角色     | 介紹 | 登場集數                                                     |
| 鄭平君 | 畢永望   | 村長阿公 78歲，月村前村長，已因病過世。把小禮當作自己的家人，遺願希望阿建與小禮可以回到月村結婚，並且在這一年復興鹽田，讓月村回到當年的繁華。因為吃了迪哥所賣的保健食品，而加速死亡時間。 | 1-2,8,14-15,17(聲音)-18(角色於第1集過世後，僅以回憶方式出現) |
| 劉漢強 | 午叔     | 午叔 65歲，關東煮店老闆。早年與老村長一起曬鹽，30年前為了義氣，替迪哥的爸爸頂罪坐牢，一直以為老村長不原諒自己偷鹽的事情，決定離開月村，在離開月村前被阿建勸回，祭天儀式結束後開始教阿建曬鹽。貸款購買洗鹽工具，幫助阿建復興鹽田。一直在月村等待月村國小的日本女老師-苗愛子，最後苗愛子之子帶來母親一年前已過世的消息，轉述母親遺言，並將遺物轉交。 | 1-2,4-7,10-11,13-18                                          |
| 吳欣芸 | 馬玉姍   | 小馬妹 19歲，阿冏、夏志的愛慕對象，雖然有許多追求者，但是沒有談過戀愛。為了小海的幸福，把小海受傷的事說的很嚴重，讓夏鷗去找小海。幫助小海跟夏鷗求婚成功。 | 2-18                                                         |
| 成炘   | 阿冏     | 土台客，月村村民，暗戀小馬妹。 小時候被父母拋棄，阿嬤收養，但長大後，卻又被阿嬤拋棄，所以只剩自己一個人。在第13集，與夏志約定好，無論最後小馬妹選擇誰，都是永遠的朋友。與小馬妹及夏志一同幫助小海向夏鷗求婚，後來到市區的補習班補習。 | 2,4-7,12-13,17-18                                            |
| 黃采儀 | 徐鳳音   | 58歲，為人親切，能煮一手好菜，月村公認最棒的家庭主婦。希望夏鷗可以有好歸屬，不要再活在過去的悲痛，所以和夏守富找到朋友的兒子，當夏鷗的相親對象，但被夏鷗拒絕，以自己的身體狀況逼夏鷗相親，不過夏鷗仍堅持不去，健康檢查被診斷出肺腺癌末期，傷心之餘遇見了小海，聽見小海對夏鷗的心意很開心，卻在小海的面前昏倒，被小海送到醫院。被小海的心意打動，與小海說明三年前夏鷗把心封閉的真相，希望小海的真心能被夏鷗看見，也希望夏鷗早日走出傷痛。因為勸導夏守富不要干涉夏鷗、阿建、小禮與鹽田的事，導致情緒激動而突然昏迷病危，經過急救後似乎因為聽到小海的話，而度過了難關；在第17集中要求回到家中與全家人團聚，將夏鷗的幸福交給小海，最後人生沒有了遺憾，帶著幸福的笑容離開人世。 | 3,5-11,13-17                                                 |
| 廖偉博 | 夏志     | 書呆子學霸，高二便保送台大，暗戀小馬妹，因為媽媽病倒很難過，誤會姐姐無動於衷，其實夏鷗心裡也很難過。在媽媽過世後，與小馬妹及阿冏一同幫助小海向夏鷗求婚，最後到科技公司上班。 | 3,5-7,10,12-18                                               |
| 亮哲   | 康又迪   | 迪哥。康奶奶的孫子 從事健康食品業務工作，常在月村診所向村民推薦藥品，但被夏鷗禁止。曾推薦小禮工作，但害小禮在與客戶的飯局中被主管下藥。因為懷疑販賣的健康食品被夏鷗檢舉，到診所找夏鷗理論，在過程中不慎害夏鷗受傷，被小禮撞見後綁架小禮，在阿建來拯救小禮時將阿建打傷，並將小禮挾持到海堤，最後被阿建以不讓康奶奶擔心為由而勸退，放開了小禮，被警方逮捕。一直認為村民都看不起自己、不給自己一條路，也因為30年前敏姨報警抓偷鹽賊導致父親離開月村，所以對小禮出手、傷害小禮。為了不讓康奶奶擔心，以被公司外派國外為由向奶奶道別，並在村民面前與大家懺悔。 | 7-11,14,16-17                                                |
| 陳羽翔 | 少年迪哥 | 迪哥。康奶奶的孫子 從事健康食品業務工作，常在月村診所向村民推薦藥品，但被夏鷗禁止。曾推薦小禮工作，但害小禮在與客戶的飯局中被主管下藥。因為懷疑販賣的健康食品被夏鷗檢舉，到診所找夏鷗理論，在過程中不慎害夏鷗受傷，被小禮撞見後綁架小禮，在阿建來拯救小禮時將阿建打傷，並將小禮挾持到海堤，最後被阿建以不讓康奶奶擔心為由而勸退，放開了小禮，被警方逮捕。一直認為村民都看不起自己、不給自己一條路，也因為30年前敏姨報警抓偷鹽賊導致父親離開月村，所以對小禮出手、傷害小禮。為了不讓康奶奶擔心，以被公司外派國外為由向奶奶道別，並在村民面前與大家懺悔。 | 7,10,16-17                                                   |
| 吳佳珊 | 康冬暖   | 康奶奶 從小獨自帶大又迪。目前得到失智症，渴望回到月村，是月村重要的大家長。很清楚又迪所做的錯事，在愛之屋替又迪踐行與慶生。 | 8,10,14,16-18                                                |
| 郭子乾 | 郭富城   | 原本的相親對象是馬四姐，因為忘記帶錢包而被周慧敏解圍，對周慧敏有好感，用“以結婚為前提來交往”向周慧敏告白，被周慧敏拒絕，後請求阿敏與自己跳最後一支舞，在期間逐漸感動阿敏，最後和周慧敏結婚。 | 9-10,12-18                                                   |
| 洪詩   | 卓子玫   | 畢國建無血緣關係的妹妹 10歲時父母車禍雙亡後被畢國建的繼父收養，改姓為卓。喜歡畢國建。到月村找阿建，因為愛之屋滿房而暫時住到老村長家。趁阿建與小禮不在家時到兩人房間偷翻到離婚協議書，開始對小禮產生敵意，看見阿建對小禮的關愛感到嫉妒，故意讓自己受傷來引起阿建的關注，超強心機女，一直針對小禮、並找小禮麻煩，跟小禮示威表明自己對阿建的感情。利用父母的遺產與權力威脅呂燕琴，自己非得到阿建不可，最後回到加拿大。 | 10-18                                                        |
| 李運慶 | 麥青哲   | 新加坡人，南月禮的粉絲，夏守富找來買鹽田的金主。租下一半的鹽田，開始跟阿建學曬鹽。害怕昆蟲、碰到昆蟲會引發過敏症狀。得知小禮與阿建結婚的事實，而感到震驚。祝福阿建與小禮，本來打算離開月村，被阿建用激將法而繼續留在月村曬鹽，最後在謝鹽祭結束後為了推廣月村的南國鹽而回到新加坡。 | 12-18                                                        |
| 范瑞君 | 呂燕琴   | 畢國建母親 之前跟丈夫離婚後帶著阿建改嫁到加拿大，兩年前提議讓畢國建與卓子玫結婚，導致阿建離家，反對阿建與小禮的婚姻關係，覺得小禮配不上阿建，也為了讓阿建回加拿大接班而要求小禮與阿建離婚。極度瞧不起月村，表面上是卓氏集團的卓夫人，其實有名無實，只會利用阿建，用卓家財產威脅阿建，要求阿建回加拿大與子玫結婚未果，在吞藥自殺獲救後被阿建帶回加拿大的療養院休養，最後被丈夫離婚而離開卓家，並且得到應得的贍養費。 | 15-18                                                        |

### 客串演員
| 演員      | 角色         | 介紹 | 登場集數 |
| 陶傳正    | 唐董         | 日式料理店客人，指定畢國建當主廚。                                                                                      | 1        |
| 顏曉筠    | Amy          | Allen的外遇對象，在購物台直播現場當眾侮辱小禮。                                                                         | 1        |
| 李沛勳    | Allen        | 南月禮的前男友，劈腿Amy，並到月村找小禮拿回求婚戒指，被阿建打跑。                                                       | 1-2      |
| 林東緒    | 大隆師傅     | 日式料理店主廚，畢國建前上司，在工作上處處打壓阿建。                                                                    | 1-2      |
| 陳柏宇    | 阿建的助手   | | 1-2      |
| A'N'D鍾羽 | 阿如         | 南月禮好友。結婚時阿建和小禮擔任其伴郎和伴娘，並且小禮在婚禮上發表致詞                                                  | 3        |
| 邱逸峰    | 經理         | 康又迪的公司經理，在小禮的茶裡下藥。                                                                                    | 8        |
| 慕綺      | 餐廳服務生   | | 9        |
| 高麗紅    | 敏姨友人     | | 9        |
| 顏永烈    | 吳先生       | 議長兒子。靠爸族，因不滿夏鷗只讓迪哥擺放藥品，到夏鷗的診所亂砸。後被小海打傷。                                          | 9        |
| 尤瓏澍    | 魚塭老闆     | | 11       |
| 陳萬號    | 阿春師       | 拒絕收購阿建曬的海鹽，不過允諾將來若是阿建的鹽有拿到鹽品認證，便考慮改用阿建曬的海鹽。                                  | 11-12    |
| 林瑜靜    | 阿春師助理   | | 11-12    |
| 黃浩詠    | 小林         | 借貸公司業務，午叔與阿建向其貸款購買洗鹽工具。                                                                          | 14,17    |
| 風田      | 苗愛子的兒子 | 帶來母親的遺物與遺言給午叔。                                                                                            | 18       |
| 盧廣仲    | 郭學福       | 律師，郭富城的兒子，周慧敏的繼子，畢國建的繼大舅子 到愛之屋試探周慧敏對父親的真心，並要求郭富城與周慧敏簽下婚前協議書。 | 18       |

## 電視劇歌曲
| 曲別   | 歌名           | 演唱者      | 作詞           | 作曲           |
| 片頭曲 | 愛情怎麼了嗎   | 盧廣仲      | 盧廣仲、討海人 | 盧廣仲         |
| 片尾曲 | 如果我沒有傷口 | 蔡依林      | 廖庭翊         | 宋念宇         |
| 插曲   | 夏天的歌       | 盧廣仲      | 周谷淳、盧廣仲 | 盧廣仲         |
| 插曲   | 殘缺的彩虹     | 陳綺貞      | 陳綺貞         | 陳綺貞         |
| 插曲   | 華生           | 陳綺貞      | 陳綺貞         | 陳綺貞         |
| 插曲   | 下次見         | Vast & Hazy | 顏靜萱         | 顏靜萱、林易祺 |
| 插曲   | 預告幸福       | 鄭茵聲      | 盧宛芬         | 侯蘊涵、吳周爍 |
| 插曲   | 陽光燦爛的原因 | 鄭茵聲      | 徐世珍         | 許郁翎         |
| 插曲   | 故鄉           | 日本民謠    | 高野辰之       | 岡野貞一       |

## 各集標題
| 集數 | 台視首播日期  | 標題               |
| 1    | 2019年5月5日  | 變卦的人生         |
| 2    | 2019年5月12日 | 回到最初的地方     |
| 3    | 2019年5月19日 | 留下還是離去       |
| 4    | 2019年5月26日 | 有期限的婚姻       |
| 5    | 2019年6月2日  | 等待的希望         |
| 6    | 2019年6月9日  | 曾經的熟悉         |
| 7    | 2019年6月16日 | 原諒自己           |
| 8    | 2019年6月23日 | 保證給妳幸福       |
| 9    | 2019年6月30日 | 跟隨自己的心       |
| 10   | 2019年7月7日  | 以結婚為前提交往   |
| 11   | 2019年7月14日 | 辛苦付諸東流       |
| 12   | 2019年7月21日 | 日益加深的在意     |
| 13   | 2019年7月28日 | 將壓力放在心裡     |
| 14   | 2019年8月4日  | 找回笑容           |
| 15   | 2019年8月11日 | 努力終得結果       |
| 16   | 2019年8月18日 | 不同世界的人       |
| 17   | 2019年8月25日 | 埋藏多年的驚人秘密 |
| 18   | 2019年9月1日  | 最後的承諾         |

## 收視率

### 台視週日首播收視率
| 臺灣 臺灣電視台 首播收视率 （AC尼爾森） |               |        |      | |
| 集數                                    | 播出日期      | 收视率 | 排名 | 備註 |
| 1                                       | 2019年5月5日  | 1.58   | 1    | 有效平均收視1.46 45至54歲女性收視率3.08 家庭主婦收視率2.47 35至49歲女性收視率2.13 4/28片花首播收視率1.29 |
| 2                                       | 2019年5月12日 | 1.41   | 1    | 15至24歲收視率1.26 25歲以上收視率1.47                                                                    |
| 3                                       | 2019年5月19日 | 1.39   | 1    | 25歲以上收視率1.53                                                                                       |
| 4                                       | 2019年5月26日 | 1.20   | 1    | 25歲以上收視率1.32                                                                                       |
| 5                                       | 2019年6月2日  | 1.42   | 1    | 25歲以上收視率1.62                                                                                       |
| 6                                       | 2019年6月9日  | 1.47   | 1    | 25歲以上收視率1.55                                                                                       |
| 7                                       | 2019年6月16日 | 1.48   | 1    | 25歲以上收視率1.57                                                                                       |
| 8                                       | 2019年6月23日 | 1.31   | 1    | 25歲以上收視率1.39                                                                                       |
| 9                                       | 2019年6月30日 | 1.03   | 1    | 25歲以上收視率1.13                                                                                       |
| 10                                      | 2019年7月7日  | 1.49   | 1    | 25歲以上收視率1.61                                                                                       |
| 11                                      | 2019年7月14日 | 1.38   | 1    | 15至24歲收視率1.40 25歲以上收視率1.45                                                                    |
| 12                                      | 2019年7月21日 | 1.13   | 1    | 25歲以上收視率1.26                                                                                       |
| 13                                      | 2019年7月28日 | 1.25   | 1    | 25歲以上收視率1.36                                                                                       |
| 14                                      | 2019年8月4日  | 1.31   | 1    | 25歲以上收視率1.39                                                                                       |
| 15                                      | 2019年8月11日 | 1.49   | 1    | 15至24歲收視率1.53 25歲以上收視率1.52                                                                    |
| 16                                      | 2019年8月18日 | 1.25   | 1    | 25歲以上收視率1.37                                                                                       |
| 17                                      | 2019年8月25日 | 1.65   | 1    | 25歲以上收視率1.7                                                                                        |
| 18                                      | 2019年9月1日  | 1.50   | 1    | |
| 平均收視率                              | 平均收視率    | 1.37   |      | |

1. 数据由AGB尼爾森調查，調查範圍是四歲以上收看電視之觀眾。

## 取景

### 臺南市[8]
- 臺南市北門區北門井仔腳瓦盤鹽田
- 臺南市白河區林初埤木棉花道
- 臺南市七股區鹽樂活村

### 新北市
- 新北市深坑區Arc Cafe
- 新北市淡水區淡水戶政事務所[9]
- 新北市石碇區楓子林派出所[10]
- 新北市貢寮區馬崗漁港[11]
- 新北市瑞芳區瑞芳分局[12]

### 桃園
- 桃園市桃園區森料理
- 桃園市楊梅區江夏堂 新安堂古家古厝
- 桃園市桃園區住都大飯店

### 宜蘭縣
- 宜蘭縣五結鄉利生醫院
- 宜蘭縣三星鄉飛鳥小屋
- 宜蘭縣蘇澳鎮岳明新村
- 宜蘭縣頭城鎮頭城鎮立圖書館、全國超市
- 宜蘭縣宜蘭市農會[13]

## 大事記

### 2019年
- 1月20日，【有你的遠方】開拍。
- 3月4日，謝坤達、林思宇、楊貴媚、吳念軒、李佳豫、劉漢強、黃采儀、吳欣芸、廖偉博、成炘出席【有你的遠方】開鏡儀式。[14]
- 4月12日，謝坤達、林思宇、楊貴媚、吳念軒、李佳豫出席「卡司發布會」。原劇名為【有你的遠方】，改為【月村歡迎你】。[15]
- 4月15日，釋出首支預告【最美月村篇】。[16]
- 4月19日，釋出第二支預告【阿公逼我嫁】。[17]
- 4月21日，釋出第三支預告【明天長針眼篇】。[18]
- 4月24日，釋出【花絮搶先看！】[19]
- 4月24日，釋出第四支預告【一起回家篇】。[20]
- 4月26日，釋出【月村歡迎你】主視覺。[21]
- 4月27日，林思宇、吳念軒、李佳豫出席「大學畢業典禮歡迎你」見面會。[22]
- 4月28日，釋出12分鐘【片花搶先看】。[23]
- 4月29日，釋出第五支預告【月村有個小海哥篇】。[24]
- 5月1日，釋出第六支預告【洞房花燭夜篇】。[25]
- 5月2日，楊貴媚、謝坤達、林思宇、吳念軒、李佳豫、鄭平君、劉沛緹、黃采儀、吳佳珊、亮哲、洪詩、吳欣芸、廖偉博、成炘出席「台視首映會」。[26]
- 5月5日，謝坤達、林思宇、吳念軒參與台視17Q宣傳首播。[27]
- 5月5日，【月村歡迎你】台視首播。 [28]
- 5月11日，林思宇、吳念軒、李佳豫出席「快閃粉絲見面會」。[29][30]
- 5月11日，【月村歡迎你】三立都會台首播。
- 6月6日，林思宇、吳念軒、李佳豫、吳欣芸出席【夜市掃街見面會】。[31][32]
- 7月11日，全劇殺青。
- 7月12日，舉行殺青酒宴。[33][34]
- 8月4日，謝坤達、林思宇、吳念軒、李佳豫、吳欣芸、廖偉博、成炘出席【月村歡迎你 台中見面會】。[35][36]

## 外部連結
- 官方网站－台視
- 官方网站－三立
- 三立華劇的Facebook專頁
- 三立華劇的Instagram帳戶
- YouTube上的三立華劇頻道
- 月村歡迎你 （页面存档备份，存于）－Vidol
- 月村歡迎你 （页面存档备份，存于）－LINE TV
- 月村歡迎你 （页面存档备份，存于）－愛奇藝台灣站
- 月村歡迎你－YouTube